# Ariarates VII
Ariarates VII Filomètor (grec antic: Ἀριαράθης Φιλομήτωρ, Ariaráthēs Philomḗtōr, llatí: Ariarathes Philometor) era rei de Capadòcia. Va ser fill d'Ariarates VI i net de Mitridates VI Eupator.
Era conegut com a Filomètor (el que estima a la seva mare). El 116 aC a la mort del seu pare fou proclamat rei. Va morir jove el 99 aC suposadament enverinat per un emissari de Mitridates VI Eupator del Pont, i el va succeir el seu germà Ariarates VIII sota regència de la mare Laodice.